# Groenesteeg
De Groenesteeg is een steeg in de Nederlandse stad Leiden. De steeg begint aan de Hooigracht, kruist onder meer de Middelstegracht, Herengracht, Langestraat en Oranjegracht en eindigt na een kleine 500 meter bij de Begraafplaats Groenesteeg. De Lourisbrug maakt deel uit van de straat.

## Stadsuitleg

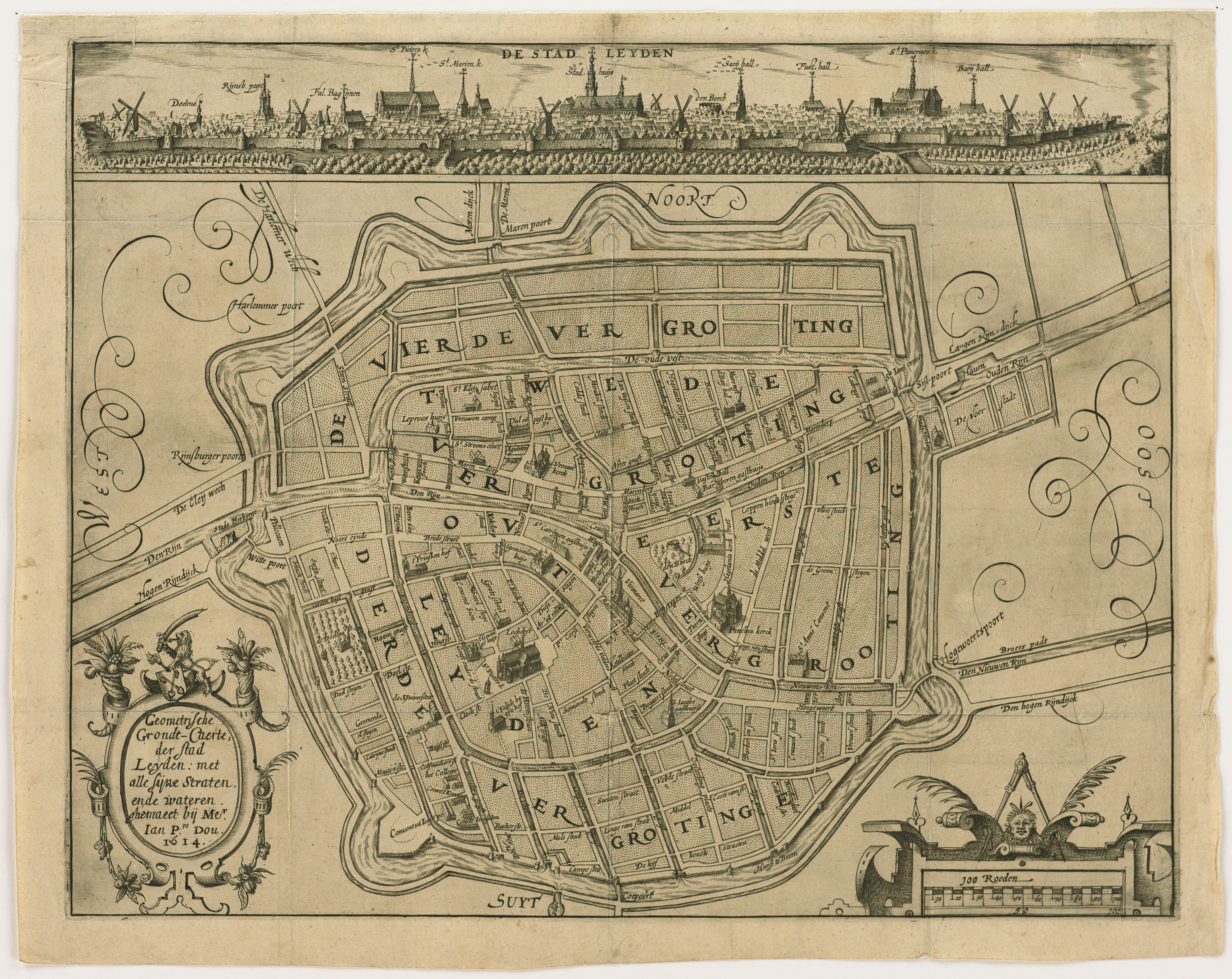
Kaart van Leiden van Jan Pieterszoon Dou uit 1614. Dou schrijft het gebied aan de oostrand, ten noorden en zuiden van "de Groen stegen" abusievelijk toe aan de "eerste vergrooting", omdat die wijk pas bij de tweede stadsuitleg werd aangelegd

Leiden ontstond op de zuidoever van de Rijn, terwijl de Burcht van Leiden werd gebouwd nabij de plek waar Oude en Nieuwe Rijn samenkomen. Bij de eerste stadsuitbreiding, die van 1294, werd de stad vanaf de burcht in oostelijke richting vergroot. Kort daarna kreeg de stad te maken met immigratie van grote aantallen Vlamingen uit Ieper en omgeving, zodat de stad al snel opnieuw te klein werd. In 1346 werd een begin gemaakt met de tweede stadsuitleg, waarbij onder meer vanaf de Hooigracht in oostelijke richting werd bijgebouwd. De Groenesteeg dateert uit deze periode en zij vormde feitelijk de ontsluitingsweg van dit nieuwe stadsdeel. Aanvankelijk liep het straatje, van de Hooigracht tot aan de Uiterstegracht, zo de weilanden in en ze dankt daaraan haar naam. Het laatste stuk, tot aan de binnenvestgracht, heette indertijd Veststeeg. De zogenaamde Laatste Brug ligt in het verlengde daarvan en vormt de toegang tot de begraafplaats.
Bij de stadsuitleg van 1659 werd onder meer in oostelijke richting bijgebouwd en de Groenesteeg werd verlengd tot aan de Zijlsingel. De steeg werd in zes stukken ingedeeld, achtereenvolgens Lange Groenesteeg, Korte Groenesteeg, Groeneveststeeg en de Voorste, Middelste en Achterste Groenesteeg. Eind negentiende eeuw werden voor deze delen de rangtelwoorden Eerste tot en met Zesde aangehouden.

## Bebouwing
Aan de straat staan thans voornamelijk woonhuizen. Het pand op nummer 70 is Rijksmonument, en 23 panden zijn aangewezen als Gemeentelijk monument.
Aalmarkt · Beschuitsteeg · 4e Binnenvestgracht · Botermarkt · Bouwelouwensteeg · Breestraat · Diefsteeg ·  Fokkestraat · Galgewater · Groenesteeg · Haarlemmerstraat · Hogewoerd · Korte Bouwelouwensteeg · Lammermarkt · Noordeinde · Van der Werfstraat  · Witte Singel · Zoeterwoudsesingel